# Аист (линейный корабль)
«Аист» или «Оифар» — 64-пушечный парусный линейный корабль Азовского флота России. 

## Описание корабля
Длина корабля по сведениям из различных источников составляла от 37,6 до 37,8 метра, ширина — 10,8 метра, а осадка — 2,7 метра. Экипаж судна состоял из 330 человек.

## История службы
Корабль «Аист» был заложен в Воронеже в ноябре 1697 года и, после спуска на воду в апреле 1706 года вошёл в состав Азовского флота. Строительство вёл корабельный мастер Я. Кол.
В 1706 году был переведён из Воронежа в устье Дона. В 1710 году подвергся ремонту в Таврове, но на воду спущен не был из-за малой воды в реке Воронеж.
Корабль был разобран в Таврове в 1727 году.